# París-Tours 1968
La París-Tours 1968 fue la 62.ª edición de la clásica París-Tours. Se disputó el 6 de octubre de 1968 y el vencedor final fue el belga Guido Reybrouck del equipo Faemino-Faema, que se impuso al sprint.
De esta manera, Reybrouck se convierte en el tercer ciclista que consigue tres victorias en esta carrera. Una hecho que tan solo han podido igualar Gustave Danneels, Paul Maye y Erik Zabel.

## Clasificación general[1]
|    | Ciclista              | Equipo                    | Tiempo     |
| -- | --------------------- | ------------------------- | ---------- |
| 1  | Guido Reybrouck       | Faemino-Faema             | 5h 35' 40" |
| 2  | Walter Godefroot      | Flandria-De Clerck-Krüger | m.t.       |
| 3  | Eric Leman            | Flandria-De Clerck-Krüger | m.t.       |
| 4  | Rik Van Looy          | Willem II-Gazelle         | m.t.       |
| 5  | Daniel Van Rijckeghem | Mann-Grundig              | m.t.       |
| 6  | Harry Steevens        | Caballero                 | m.t.       |
| 7  | Noël Fore             | Flandria-De Clerck-Krüger | m.t.       |
| 8  | Eddy Merckx           | Faemino-Faema             | m.t.       |
| 9  | Paul Lemeteyer        | Bic                       | m.t.       |
| 10 | Jacques Guiot         | Bic                       | m.t.       |